# Alfa Kentavra
Alfa Kentavra (α Kentavra / α Cen), znana tudi kot Rigil Kentaurus, Rigil Kent ali Toliman, je najsvetlejša zvezda v južnem ozvezdju Kentavra. Zvezda je dvozvezdje, Alfa Kentavra AB (α Cen AB). Z golim očesom jo vidimo kot eno zvezdo, s svojim navideznim sijem pa je na tretjem mestu najsvetlejših zvezd na nočnem nebu.
Sistem Alfe Kentavra je nabližje Osončju in je oddaljen približno 1,3 parseka, oziroma 4,3 svetlobna leta.